# Adrián Goide
Adrián Eduardo Goide Arredondo (Havana, 26 de junho de 1998) é um voleibolista indoor profissional cubano que atua na posição de levantador.

## Carreira
Adrián Goide é membro da seleção cubana de voleibol masculino. Em 2016, representou seu país nos Jogos Olímpicos de Verão no Rio de Janeiro, que ficou em 11º lugar.